# Folsomia sensibilis
Folsomia sensibilis är en urinsektsart som beskrevs av Kseneman 1936. Folsomia sensibilis ingår i släktet Folsomia, och familjen Isotomidae. Arten är reproducerande i Sverige.